# World Games 2017/Teilnehmer (Uruguay)
| Gelbes Symbol für Goldmedaillen mit stilisierten Olympischen Ringen | Graues Symbol für Silbermedaillen mit stilisierten Olympischen Ringen | Braundes Symbol für Bronzemedaillen mit stilisierten Olympischen Ringen |
| ------------------------------------------------------------------- | --------------------------------------------------------------------- | ----------------------------------------------------------------------- |
| —                                                                   | —                                                                     | —                                                                       |

Uruguay nahm in Breslau an den World Games 2017 teil. Die uruguayischen Delegation bestand aus elf männlichen Athleten und einer Athletin.

## Teilnehmer nach Sportarten

### Jiu Jitsu
| Frauen                                                         |                |                                |         |                                       |           |               |               |               |               |               |
| Romina Yashmir Lopez Cestari                                   | 55 kg Fighting | Jessica Scricciolo             | 0:50    | Magdalena Giec                        | 12:13     | ausgeschieden | ausgeschieden | ausgeschieden | ausgeschieden | ausgeschieden |
| Mixed                                                          |                |                                |         |                                       |           |               |               |               |               |               |
| Fabrizio Emanuel Quintas De Brito Romina Yashmir Lopez Cestari | Mixed Duo      | Sara Paganini Michele Vallieri | 80:94,5 | Julia Paszkiewicz Johannes Tourbeslis | 78,5:89,5 | ausgeschieden | ausgeschieden | ausgeschieden | ausgeschieden | ausgeschieden |

### Beachhandball
| Wettbewerb        | Männer |
| ----------------- | --- |
| Athleten          | Felipe Adler Bonifacino Rodrigo Bernal Algare Felipe Gonzalez Alloza Matias Oholeguy Grub Juan Jose Porro Dalera Santiago Rodriguez Mayado Cristihian David Rostagno Rios Sebastián Sagasti Trias Fernando Ariel Sequeira Saravia Martin Francisco Sequeira Saravia |
| Gruppenphase      | Brasilien 0:2 Katar 0:2 Australien 0:2 |
| Viertelfinale     | Ungarn 0:2 |
| Platzierungsspiel | Polen 2:0 |
| Spiel um Platz 5  | Australien 2:0 |
| Platzierung       | 5 |